# 立法机关
立法机关，又稱立法机构或立法部门，是一個政權中負責審議及制定法律的機構，屬於合議性團體，通常由所在地公民按人口比例組成。除了制定、修改與廢除法律外，通常亦負責各式法案（如審批政府之公共預算要求）、監督政府運作（如聽取施政報告與質詢、召開公聽會或聽證會）等功能。如為國家層級的立法機構，還會負責執行宣战、媾和、批准条约、批准緊急狀態、选举與罷黜政府高級官員、甚至立廢国家元首等國家權力。部分政府間國際組織也設有立法機構，例如歐盟。由於立法機構的運作仰仗於民意，故亦稱為「民意機關」。
在議會制之下，行政部門首長由立法部門產生，向立法部門負責。而在總統制或半總統制之下，行政部門首長不由立法部門產生，而是分開選舉，甚至不經過立法部門而由總統直接任命。但不論在何種制度中，由於立法部門掌握了公共財政的大權，可以說是最根本的權力來源。
立法機構由單數或複數單位組成，主流形式則為一院制與兩院制。關於稱呼，漢文通常稱為「議會」、「議院」或以“院”逕稱，英文則多稱為或。多院形式的立法機構，各單位往往有著不同的職責、權力以及成員產生方式。立法机构的决策方式是按照少数服从多数的原则进行集体决策，为此各国都设有一套自己的架構和议事程序。

## 历史
此處所稱的「立法」，是指經政府公務機關或其他主管單位通過或制定而具有公權力之宣言，例如法令、規章、經費分配及國際公約。

### 不同時期的立法
法律制定權並非自始就在議會手上的。原始社会时代，法律多為习惯法，由一个氏族内眾人共同的习惯组成並共同遵守之。在古代印度，立法權属于隶属于神权的祭司阶层婆罗门。在古代雅典，立法权由雅典全體公民组成的千人大會共同决定。

### 現代的立法
当代的立法机构起源於欧洲。最初只是君主不定期召集的贵族集会，渐渐的演变成为正式的集会组织。到了19世纪，议会成了新兴民族国家独立的标志。
在现代社会，立法权一般都是掌握在议会手上。現代主流採用的三权分立制中，议会单独掌握立法权。議會除了具有立法權外，通常都具有運用稅款的權力。如果實施兩院制，一般較代表民意的下議院掌握最根本之賦稅權，能以否決政府財政預算的方式控制稅款之運用；如果實施一院制，議會單獨掌握立法權。
而民主政治制度的兩大主流：總統制與議會制，對於立法權與行政權的區隔有很大差異。如果施行總統制，立法权和行政权完全分离，互不干涉、互相牵制，各自单独选举；以美國為例，身為行政部門首長的總統对国会通過的法案有否决权，但如果经国会2/3多数通过，总统无权干涉；另外，美國经常有在野黨掌握国会多数的情况。如果施行議會制，國會则自動擁有行政權，可隨時更換首相與內閣，即議會無上，同時擁有行政和立法權；相反，如果多數黨失去國會優勢地位，亦会同時失去行政權。
立法權的規範各有不同。荷兰國王不仅是礼仪元首，尚掌握部分立法权如有权否決预算，但甚少執行。芬兰总统不仅是行政机构的国家元首，也掌握部分立法权。

## 院制
立法机构多可分為兩院制或一院制。兩院制的來源通常有兩種：英國式或美國式。英國式是源於英國國會建立初期，貴族和平民的利益無法平衡，於是設立由貴族組成的上議院和以平民組成的下議院以互相制衡。美國式是源於合併成美國的州份各有自己的淵源和文化，於是設立參議院，各州不論人口均派有兩名代表；所有法案均需兩院通過，以平衡以人口比例分配的眾議院，避免人口多的州份侵害人口少的州份的利益。
一院制的好處是簡單，效率高。主张者基于卢梭的主权是对公意的运用，公意只有一个的观点，认为体现了人民主权不可分割的理念，人民的共同意志只能由单一的立法机构来实现。主张两院制的人则基于孟德斯鸠的分权学说，认为两院制可以相互制约，防止议会专制和“多数暴政”，避免立法草率。

## 委员会
立法机构一般設有各种委员会，作为立法机构成员与整个立法架构之间的决策中介。既有专门委员会，也有永久的、全局的委员会。尚有临时委员会，如调查委员会、特别委员会、审查委员会、联合委员会、会议委员会等。委员会中又设有小组委员会。委员会以听证会或他法从证人处进行各种调查。委员会常常对某一个特定的法案是否通过有重要的影响力。

## 成员
立法机构的各成员之间是地位平等，除了專門委员会的工作外，并没有正式分工。立法机构成员由多樣职业构成，代表多樣专业水平。但是为了積極解决官僚主义问题，立法机构越来越向专业发展。然而，专业发展过度也可能使立法机构变成缺乏集体决策能力的政客机构。
立法机构多实行议会普选制度，一般4至6年选举一次。另外，部分国家的议会（例如英国無實權之上議院）也存在任命或因特殊身份而获得议员资格的形式。
立法机构的日常工作一般由议员选举出的议长（或议会主席）主持，有的议长则是由国家元首任命或政府高级官员兼任。立法机构成员在表决时的态度往往与其所属政党态度一致。
立法机构一般會雇用相當数量的幕僚人员來处理具体的事务程序和后勤保障，也提供决策问题的专业意见。

## 职能
立法机构的职能包括汇集并代表民意，审议制定法律，以及监察行政机构。立法机构的职权范围一般都是由宪法赋予。
立法机构行使的立法权是最高权力。狭义上，立法权仅指制定和修改宪法以及其他法律的权力，广义上则还包括了对重大问题的决定权，根据法律的不同，可以包括国家元首的选举和罢免、政府首脑和主要官员的任免，财政预算的审批，战争与和平问题的决定等。
在一党制下，立法机构的重要功能是使党的统治合法化，并且使之获得人民的拥戴。立法机构自身的构成和决策也由单一执政党控制，使该党的意志变为国家意志。
而聯合國、歐洲聯盟等政府間國際組織的立法機構，其功能與國家的立法機構不同，主要用來制定各種國際法與國際公約，以及議定與協調跨國性的重大事務。

## 各政府立法机关

### 美國
合眾國國會，通称美国国会，是美国最高立法机关，也是《美国宪法》规定的立法机構，位於華盛頓特區的國會大廈。根据《美国宪法》，美国是三权分立的国家，其中立法权力归国会；行政权力归美国总统；司法权力归美国联邦法院。国会由經直接選舉產生的參議院议员與眾議院议员组成，每个议员代表其选区内的选民，但是作为一个整体，国会议员代表整个国家的选民，通过立法来规范政府與人民的行为。

### 中華民國
立法院是中華民國最高立法機關，同時依據《中華民國憲法增修條文》為中華民國唯一的國會，簡稱「立院」。其由公民直選的立法委員構成，總共113席，依照選出方式分為3種類型，惟職權均相同。
- 第一種為「區域立法委員」，共73席，由單一的區域選區直接選出。
- 第二種為「原住民立法委員」，共6席，由平地原住民、山地原住民等2個全國選區分別選出3位立法委員，共6席。
- 第三種為「全國不分區及僑居國外國民立法委員」，簡稱「不分區立法委員」，共34席。此種是依各政黨所得的政黨票的得票數來分配席次，得票率超過5%的政黨即可獲得席次，並且當選名單必須要有半數為婦女保障名額。

### 中華人民共和國
中华人民共和国全国人民代表大会，简称全国人民代表大会或全国人大，是《中华人民共和国宪法》规定的中华人民共和国最高国家权力机关，是中华人民共和国的最高立法机关。由于採取议行合一制度，其法律地位高于行政机关与司法机关。全国人大是负责审查中国各項重大法案的立法机关和最高国家权力机关。其职权主要有：修改宪法；监督宪法的实施；立法权；任免权，国家主席、全国人大常委会委员长、国家军委主席、国务院总理等国家领导人都由它来选举、决定或罢免；重大事项决定权；监督权。

### 英國
大不列颠及北爱尔兰聯合王国議会，中文简称为英国国会或联合王国议会，是英国和英國海外領地（独自享有议会主权（Parliamentary sovereignty））的最高立法机关。英国国会的首领为英国君主；它还包括上议院和下议院。上议院议员分为两种：上议院靈职议员（Lords Spiritual，即英国国教中的高级神职人员）和上议院俗職议员（Lords Temporal，即贵族成员）。上议院议员大部分是以指派方式产生。下议院则恰恰相反，是由选举产生。上议院和下议院位于大伦敦威斯敏斯特市威斯敏斯特宫（即国会大厦）的上議院廳和下議院廳。
由于以英联邦国家为代表的许多国家，其立法机构以英国国会为原型，英国国会通常被称作“国会之母”。但这却是对约翰·布赖特（John Bright）的错误引用。实际上，他是在1865年1月18日一篇支持建立国会政府的先锋国家扩大投票权利的文章中谈到“英格兰是国会之母”。上議院有阻延法案的功能和權力。上議院議員也有可能因同僚決議失去席位，前次案例是第一次世界大戰，上議院撤銷仍任職歐洲敵國王室的本國貴族職權。法理上，一切法案仍須經英國君主批准。而且兩院的權力仍來自國王所代表的主權，稱為「國王會同國會」。前次君主否決國會法案在1708年，被否決的是蘇格蘭民兵法。